# Anastasia Taranova-Potapova
Anastasia Valerjevna Taranova-Potapova (Russisch: Анастасия Валерьевна Таранова-Потапова) (Wolgograd, 6 september 1985) is een Russische hink-stap-springster. 

## Loopbaan
Taranova-Potapova won een gouden medaille op de Europese kampioenschappen voor junioren in 2003, de wereldkampioenschappen voor junioren in 2004 en de Europese indoorkampioenschappen van 2009. 
Haar persoonlijke beste sprong is 14,40 m, behaald in juni 2009 in Chania. Indoor sprong ze bij de EK indoor van 2009 in Turijn 14,68.

## Titels
- Europees indoorkampioene hink-stap-springen - 2009
- Russisch indoorkampioene hink-stap-springen - 2009, 2010
- Wereldjuniorenkampioene hink-stap-springen - 2004
- Europees juniorenkampioene hink-stap-springen - 2003

## Persoonlijke records
Outdoor
| Onderdeel          | Prestatie          | Datum       | Plaats |
| ------------------ | ------------------ | ----------- | ------ |
| hink-stap-springen | 14,40 m (-0.2 m/s) | 1 juni 2009 | Haniá  |
| verspringen        | 6,52 m (+1.1 m/s)  | 28 mei 2008 | Sotsji |

Indoor
| Onderdeel          | Prestatie | Datum           | Plaats |
| ------------------ | --------- | --------------- | ------ |
| verspringen        | 6,71 m    | 1 februari 2009 | Moskou |
| hink-stap-springen | 14,68 m   | 8 maart 2009    | Turijn |

## Palmares

### hink-stap-springen
- 2003:  EJK te Tampere - 13,61 m
- 2004:  WJK te Grosseto - 13,94 m
- 2007:  EK U23 te Debrecen - 13,99 m
- 2009:  EK indoor - 14,68 m
- 2010: 4e WK indoor - 14,40 m